# Bully, Seine-Maritime

Bully este o comună în departamentul Seine-Maritime, Franța. În 1 ianuarie 2022 avea o populație de 868 de locuitori.